# الاتحاد الدولي لكرة القدم المصغرة
الاتحاد الدولي لكرة القدم المصغرة(بالإنجليزية: World Minifootball Federation أو اختصارا WMF)‏ أسس في 2013، وهو أعلى سلطة في كرة القدم المصغرة في العالم. وجد الاتحاد لتعزيز والإشراف على كرة القدم المصغرة في العالم، وذلك كوسيلة للمساهمة في التطور الإيجابي للمجتمعات. أعضاء الاتحاد هم الاتحادات الوطنية لكرة القدم المصغرة إلى جانب الاتحادات القارية التي تمثل كل القارات.

بطولات كرة القدم المصغرة تنظم من قبل الاتحاد الدولي أو من قبل الاتحادات القارية أو الوطنية أو المحلية التابعة له. أفضل الفرق في البطولات المحلية تقدم إلى البطولة الوطنية. يتم اختيار أفضل اللاعبين ضمن الفريق الوطني الذي يشارك في البطولة القارية أو العالمية لكرة القدم المصغرة.

في نوفمبر 2013، تم الإعلان على تنظيم أول نسخة من كأس العالم لكرة القدم المصغرة في 2015 في الولايات المتحدة الأمريكية.

## المجلس

### الرؤساء
|   | الصورة | الرئيس     | الجنسية        | بداية العهدة | نهاية العهدة |
| - | ------ | ---------- | -------------- | ------------ | ------------ |
| 1 |        | فيليب جودا | جمهورية التشيك | 2013         | الآن         |

### مجلس الإدارة
| - نواب الرئيس: - أشرف بن صالحة - سيرجيو ديل ريو - رازفان بورليان - ميغيل أنجيل مارون - نامديف شيرغاونكر | - أعضاء: - كريستوف كويشي - كيفن ميليكين - كريستيان بريفو | - رئيس مكتب رئيس الاتحاد: بيتر كراليك - مستشار رئيس الاتحاد لكرة القدم المصغرة في الأمريكيتين: ألكسندر باروس - الأمينة التنفيذية: هانا واليس - الأمين العام: ألفريدو مارسيس سعادة |

## الأعضاء
يتكون الاتحاد الدولي من 95 بلد عضو متوزعين على 5 اتحادات قارية وهي:
- الاتحاد الأوروبي لكرة القدم المصغرة (41 عضو).
- اتحاد الدول الأمريكية لكرة القدم المصغرة (16 عضو).
- اتحاد أوقيانوسيا لكرة القدم المصغرة (2 أعضاء).
- الاتحاد الآسيوي لكرة القدم المصغرة (22 عضو).
- الاتحاد الأفريقي لكرة القدم المصغرة (14 عضو).

## المسابقات
- كأس العالم لكرة القدم المصغرة (كل سنتين)
- بطولة أمم أوروبا لكرة القدم المصغرة (سنوية)
- بطولة أوروبا تحت 21 سنة لكرة القدم المصغرة

## مقالات ذات صلة
- كرة القدم المصغرة

## روابط خارجية
- الموقع الرسمي.